# Anoectangium humblotii
Anoectangium humblotii là một loài rêu trong họ Pottiaceae. Loài này được Renauld & Cardot mô tả khoa học đầu tiên năm 1891.